# Photovoltaik-Freiflächenanlage

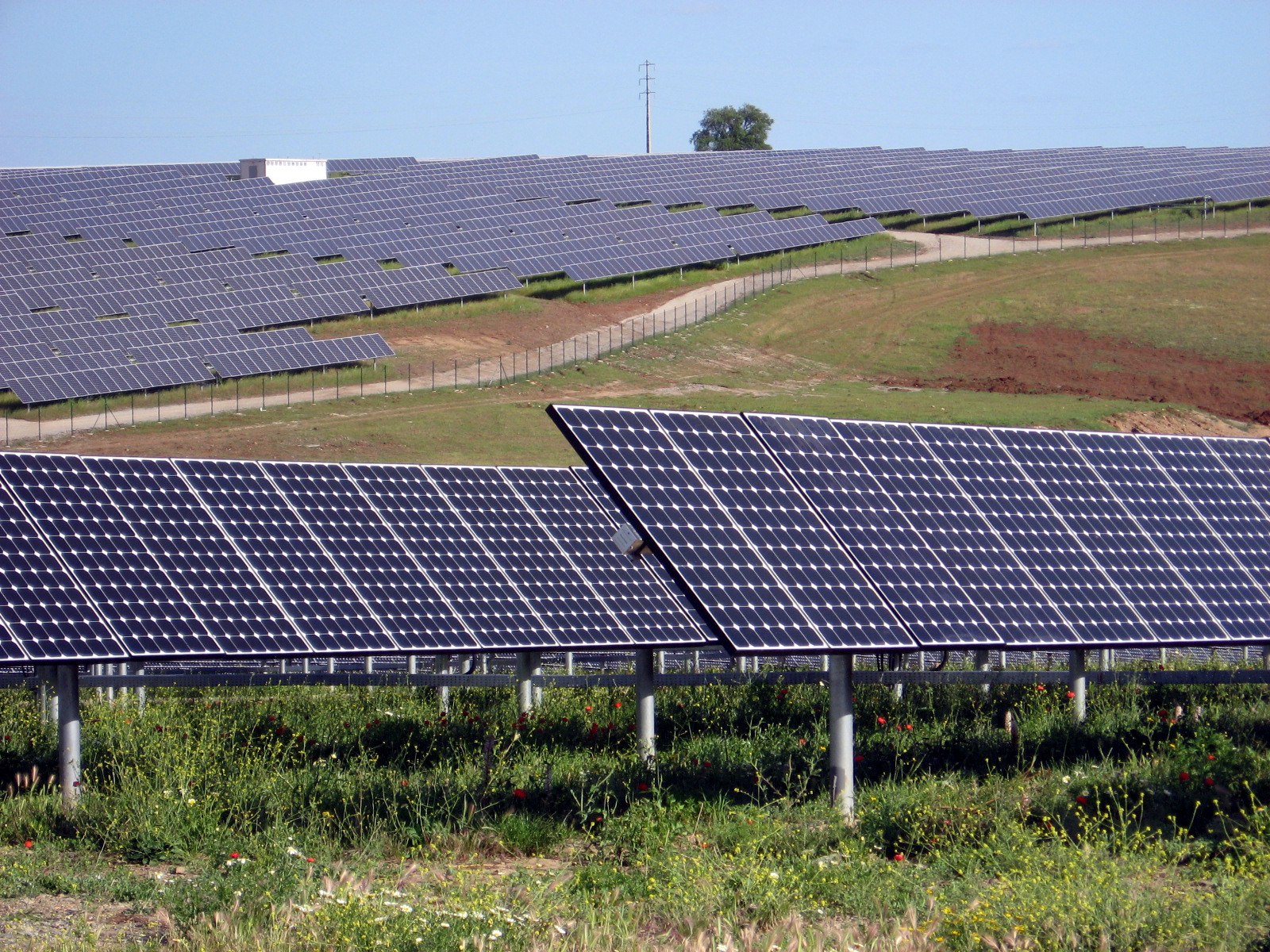
Eine Photovoltaik-Freiflächenanlage in Portugal, 2008

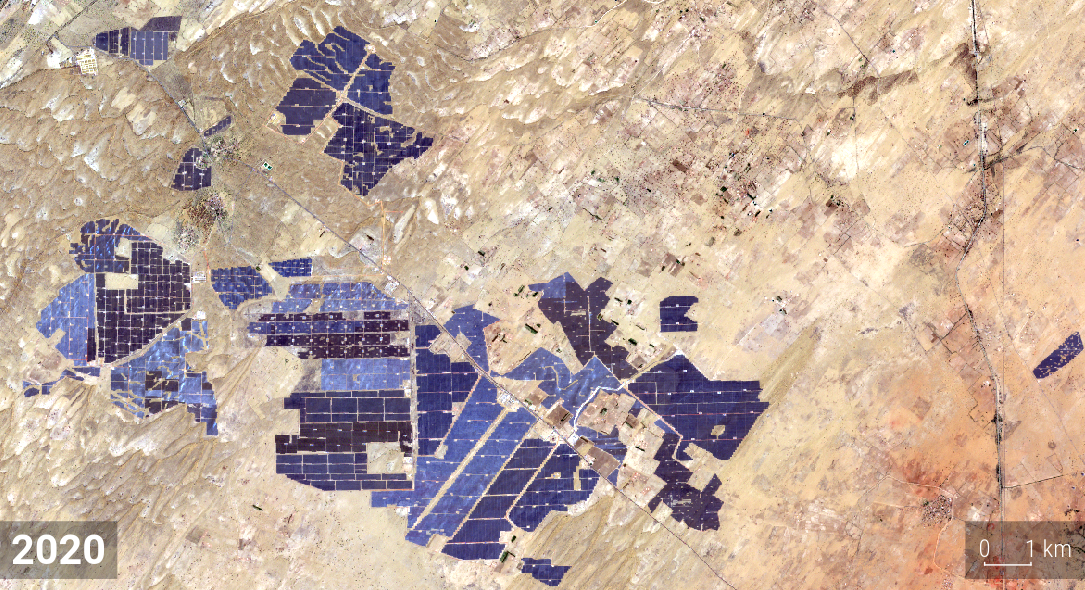
Solarpark Bhadla in Indien, Satelliten-Bild von 2020

Unter einer Photovoltaik-Freiflächenanlage (auch Solarpark) versteht man eine Photovoltaikanlage, die nicht auf einem Gebäude oder an einer Fassade, sondern ebenerdig auf einer freien Fläche aufgestellt ist. Eine Freiflächenanlage ist ein fest montiertes System, bei dem mittels einer Unterkonstruktion die Photovoltaikmodule in einem optimalen Winkel zur Sonne (Azimut) ausgerichtet werden.
Neben den fest montierten Freiflächenanlagen gibt es auch nachgeführte Anlagen, sogenannte Tracker-Systeme, die dem Stand der Sonne folgen. Es existieren auch Photovoltaikanlagen, die auf Schwimmkörpern installiert sind, die auf Seen (z. B. Baggerlöchern) schwimmen (siehe unten).
Auf den besten Standorten weltweit können Solarparks mit Stand 2020 mit Stromgestehungskosten von deutlich unter 2 US-Cent/kWh produzieren. Zudem ist die Flächeneffizienz von Solarparks vergleichsweise hoch: So liefern Solarparks pro Flächeneinheit etwa 25- bis 65-mal so viel Strom wie Energiepflanzen.
Sonderformen sind die Agri-Photovoltaik, bei der die Fläche gleichzeitig für photovoltaische Stromerzeugung und Landwirtschaft genutzt wird, sowie schwimmende Photovoltaikanlagen.

## Gewöhnliche Freiflächenanlagen

### Internationale Lage
Solarparks wurden und werden weltweit in einer Vielzahl von Staaten realisiert. Da der Aufbau neuer Anlagen und der Ausbau bestehender Parks fortschreitet, verschiebt sich der Titel „leistungsstärkste Anlage“ entsprechend. So galt im Januar 2017 der Solarpark in der Nähe der Longyangxia-Talsperre in China mit einer Leistung von 850 MWp als der leistungsstärkste weltweit, und auf Rang zwei lag der Solarpark Tamil Nadu in Indien mit einer Leistung von 648 MWp. Über 500 MWp haben die in den USA gelegenen Solarparks Solar Star und Topaz. 2019 gehörte der Solarpark Pavagada im südindischen Bundesstaat Karnataka zu den leistungsstärksten: Im April 2019 hatte er eine Leistung von 1400 MWp.
Der größte Solarpark Europas war Stand Dezember 2015 der Solarpark Cestas in Frankreich, der über eine Leistung von 300 MWp verfügt.
In Dubai wurde mit dem Bau des Mohammed bin Rashid Al Maktoum Solarpark begonnen: die erste Ausbaustufe mit 13 MW im Herbst 2013, eine weitere Ausbaustufe mit 200 MW im Frühjahr 2015. Diese im Mai 2018 in Betrieb genommene Teilfläche galt bis Mitte 2016 als der Solarpark mit den weltweit niedrigsten Stromgestehungskosten. Betreiber Acwa Power erhält eine feste Einspeisevergütung in Höhe von 5,84 US-Cent (5,12 Euro-Cent) pro kWh über eine Laufzeit von 25 Jahren. In der dritten Ausbaustufe, die Mitte 2016 ausgeschrieben wurde, wurde diese Einspeisevergütung noch mal stark reduziert. Für die 800-MWp-Anlage erhält der Betreiber eine Einspeisevergütung von umgerechnet 2,6 ct/kWh über 25 Jahre. Insgesamt soll der Solarpark auf eine Leistung von 5.000 MWp ausgebaut werden.
Wenige Tage später wurde dieser Kostenrekord bei einer Ausschreibung in Chile bereits wieder unterboten. Dort ergaben sich für einen 120-MWp-Solarpark Stromgestehungskosten von 29,1 $/MWh, was nach Angaben von Bloomberg L.P. die niedrigsten Stromgestehungskosten sind, die jemals bei einem Kraftwerksprojekt weltweit erzielt wurden. Bis 2020 halbierten sich diese Werte noch einmal. Im April 2020 erhielt im Al-Dhafra-Solarpark ein Bieter den Zuschlag, der den Bau des 2-GW-Solarparks zu einer Vergütung von 1,35 US-Cent/kWh (1,18 ct/kWh) zusagte. Zuvor waren bereits weitere Projekte mit unter 2 US-Cent/kWh vergeben worden.
Weltweit existieren mehrere Solarpark-Projekte mit Leistungen von 1 GW und mehr. Das bis dato größte geplante Projekt wurde im März 2018 von Softbank und Saudi-Arabien vorgestellt. Demnach soll in Saudi-Arabien bis 2030 ein Solarpark entstehen, der nach und nach auf eine Leistung von 200 GW ausgebaut wird. Die Investitionssumme für das Projekt wird mit ca. 200 Mrd. Dollar angegeben; gegenüber dem gegenwärtigen, aus Öl und Gas bestehenden Strommix Saudi-Arabiens, soll der Solarstrom etwa 40 Mrd. Dollar an Stromkosten einsparen.
Der größte Solarpark Skandinaviens war mit Stand Dezember 2015 der Solarpark Lerchenborg mit einer Leistung von 61 MWp.
In der Nähe der ägyptischen Stadt Assuan wurde 2018/2019 eine Photovoltaikanlage errichtet, der Solarpark Benban. Noch während des Baus wurde angekündigt, dass es mit 1650 MWp das größte Solarkraftwerk der Welt werden würde. Allerdings wurde Benban während seiner Bauzeit bezüglich der Leistung vom Solarpark Bhadla im indischen Bundesstaat Rajasthan überholt, der 2019 eine Leistung von 1800 MW erreichte. Im Dezember 2019 wurde der Pavagada Solar Park im südindischen Bundesstaat Karnataka mit 2050 MW der größte Solarpark der Welt. Im März 2020 wurde dessen Leistung wieder vom fertiggestellten Bhadla Solar Park übertroffen, der mit 2245 MW zum weltgrößten wurde. Ende September 2020 wurde in der chinesischen Provinz Qinghai Chinas größtes Solarkraftwerk in Betrieb genommen, es hat eine Leistungskapazität von 2,2 GW und steht seitdem nach Bhadla auf dem zweiten Platz der leistungsstärksten Solarparks.
Nachfolgend eine Liste der in Betrieb befindlichen Solarparks, die 900 MW oder größer sind.
Die Liste beinhaltet sowohl einzelnen Solarkraftwerken als auch Gruppen von zusammenhängenden Projekten (Solarparks).
| Name | Land                         | Ort                                                       | Leistung MWDC oder MWAC (*) | jährliche Energie (GWh) | Fläche Size (km²) | Jahr der Inbetriebnahme | Bemerkungen | Quellen                     |
| --- | ---------------------------- | --------------------------------------------------------- | --------------------------- | ----------------------- | ----------------- | ----------------------- | --- | --------------------------- |
| Solarpark Bhadla | Indien                       | 27° 32′ 22,8″ N, 71° 54′ 54,9″ O                          | 2.245                       |                         | 57                | 2020                    | – | [ 23 ] [ 24 ] [ 25 ]        |
| Huanghe Hydropower Hainan Solar Park | Volksrepublik China          | 36° 2′ 25″ N, 100° 20′ 40″ O                              | 2.200                       |                         |                   | 2020                    | In fünf Phasen gebaut und aus 672 PV-Anlagen mit über 7 Millionen PV-Modulen bestehend.                                              | [ 26 ] [ 27 ]               |
| Pavagada Solar Park | Indien                       | 14° 16′ 9″ N, 77° 24′ 50″ O                               | 2.050                       |                         | 53                | 2019                    | Karnataka | [ 28 ] [ 29 ]               |
| Solarpark Benban | Ägypten                      | 24° 27′ 21,6″ N, 32° 44′ 20,4″ O                          | 1.650                       |                         | 37                | 2019                    | Gouvernement Aswan | [ 30 ]                      |
| Tengger Desert Solar Park | Volksrepublik China          | 37° 33′ 0″ N, 105° 3′ 14″ O                               | 1.547                       |                         | 43                | 2016                    | Zhongwei (Ningxia) | [ 31 ] [ 32 ]               |
| Kalyon Karapınar Solar Power Plant | Türkei                       | 37° 47′ 26,9″ N, 33° 35′ 4,9″ O                           | 1.350                       |                         | 19,2              | 2023                    | Größte PV-Anlage in Europa/Türkei.                                                                                                   | [ 33 ]                      |
| Noor Abu Dhabi | Vereinigte Arabische Emirate | 24° 24′ 11″ N, 55° 16′ 7″ O                               | 1.177                       |                         | 8?                | 2019                    | bei Sweihan. | [ 34 ] [ 35 ]               |
| Mohammed-bin-Rashid-Al-Maktoum-Solarpark | Vereinigte Arabische Emirate | 24° 45′ 0″ N, 55° 23′ 0″ O                                | 1.013                       |                         |                   | 2020                    | Phase I wurde 2013 abgeschlossen, gefolgt von Phase II und III. Phase IV (mit 250 MW PV) ist im Bau, Phase V mit 950 MW ist geplant. | [ 36 ] [ 37 ] [ 38 ]        |
| Kurnool Ultra Mega Solar Park | Indien                       | 15° 40′ 53,5″ N, 78° 17′ 1,5″ O                           | 1.000                       |                         | 24                | 2017                    | – | [ 39 ]                      |
| Datong Solar Power Top Runner Base | Volksrepublik China          | 40° 4′ 25″ N, 113° 8′ 12″ O, 40° 0′ 19″ N, 112° 57′ 20″ O | 1.000                       |                         |                   | 2016                    | Die Gesamtkapazität soll 3 GW in 3 Phasen betragen.                                                                                  | [ 40 ] [ 41 ] [ 42 ]        |
| NP Kunta | Indien                       | 14° 1′ 0″ N, 78° 26′ 0″ O                                 | 978                         |                         |                   | 2021                    | bei Nambulapulakunta Mandal im Bundesstaat Andhra Pradesh. Geplante Gesamtkapazität 1500 MW                                          | [ 43 ] [ 44 ] [ 45 ] [ 46 ] |
| Hinweis: Die in dieser Tabelle angegebene Leistung ist die auf dem Typenschild angegebene Gleichstrom (DC)-Spitzenleistung der Module. Die Wechselstrom (AC)-Leistung ist in der Regel deutlich geringer als die Gleichstrom (DC)-Leistung, so dass die Rangliste für diese Anlagen möglicherweise nicht genau ist. Weitere Informationen finden Sie unter Watt Peak. |                              |                                                           |                             |                         |                   |                         | |                             |

### Situation in Deutschland

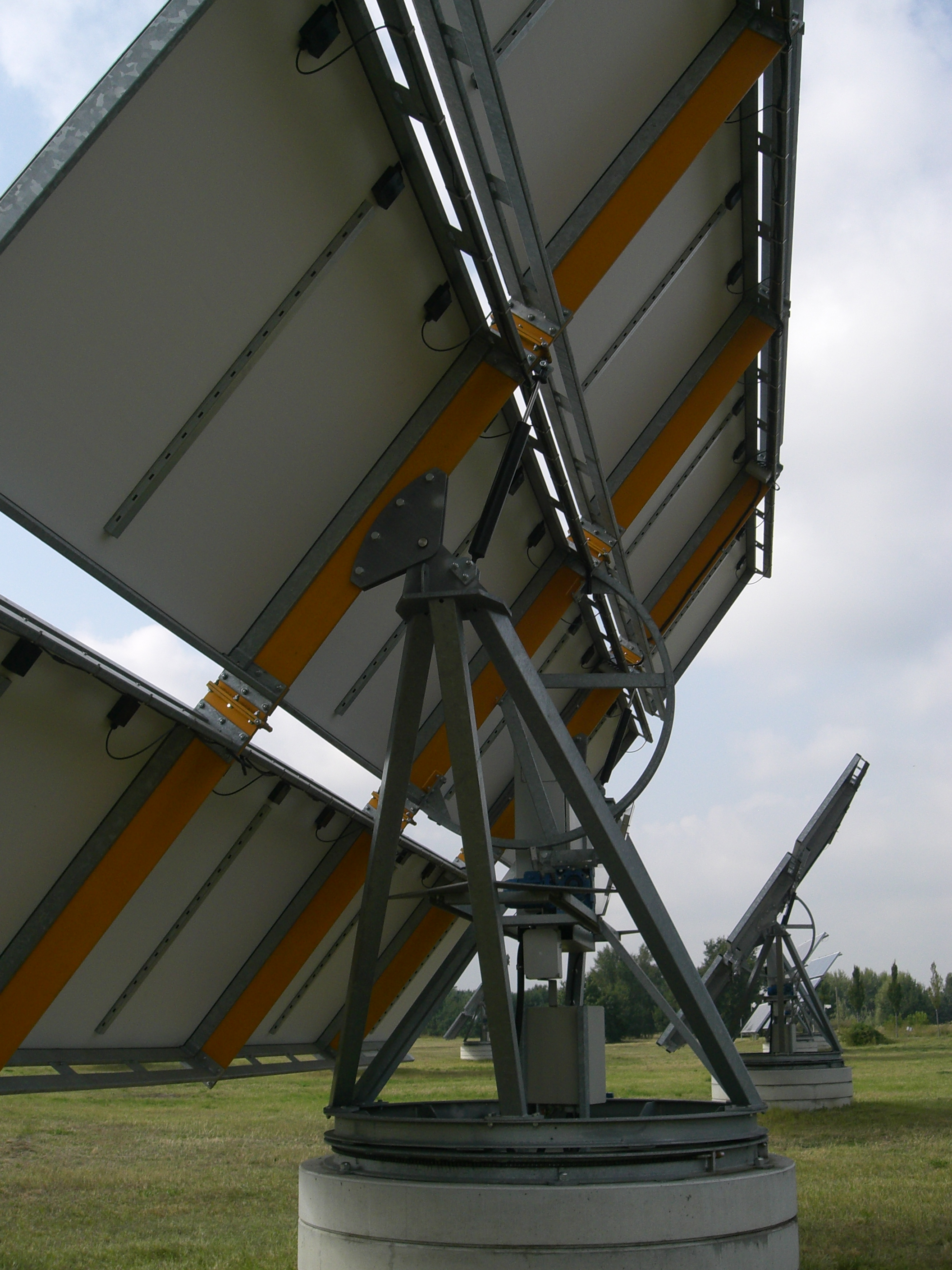
Eine nachgeführte Anlage. Die Photovoltaikmodule werden durch Rotieren und Kippen immer optimal zur Sonne ausgerichtet.

#### Marktanteil
Ebenerdig errichtete Photovoltaik-Anlagen machen in Deutschland Stand 2021 etwa ein Viertel der insgesamt installierten Kapazität aus.
2008 wurden vom Wirtschaftsministerium Baden-Württemberg 286 Freiflächenanlagen mit 486 Megawatt auf 1.800 ha Fläche gezählt. Gegen 2010 hieß es, ihr Anteil in Deutschland liege seit Jahren konstant zwischen 10 und 15 Prozent. Später stieg der Anteil der Freiflächenanlagen, insbesondere in Monaten mit hohem Zubau kurz vor Absenkungen der Einspeisevergütung. So entfiel in den Monaten Juni und September 2012 vermutlich die Mehrzahl der neu installierten PV-Leistung in Deutschland auf Freiflächenanlagen. Bundesweit wurden in diesen Monaten jeweils um die 330 MW neue PV-Anlagen mit über 10 MW Leistung gemeldet, kleinere Freiflächenanlagen kamen noch dazu. Ende 2012 ging der Anteil der Freiflächenanlagen wieder deutlich zurück.
Seit 2017 werden jährlich 600 MW für Anlagen über 750 kW über Ausschreibungen vergeben. Für die Jahre 2019 bis 2021 werden darüber hinaus weitere 4 GW über Sonderausschreibungen vergeben (§ 28 des Erneuerbare-Energien-Gesetzes).

#### Wirtschaftlichkeit

##### Vergütung
Strom von Freiflächenanlagen wird über das Erneuerbare-Energien-Gesetz (EEG) gefördert. Die Vergütung fiel für diese Anlagenart geringer aus als bei Photovoltaikanlagen, die auf oder an Gebäuden montiert sind. 2009 betrug die Vergütung noch 31,94 Cent je eingespeister Kilowattstunde (kWh) Strom, 2010 ist sie für neue Anlagen auf 28,43 Cent gesunken. Ab Januar 2013 betrug sie 11,78 Cent, fallend mit Abschlägen von 2,5 % monatlich.
Die Novelle des EEG 2014 schrieb vor, dass die Förderhöhe für Freiflächen-Photovoltaikanlagen zukünftig in Ausschreibungen durch die Bundesnetzagentur ermittelt werden soll, anstelle der bisherigen gesetzlich bestimmten Einspeisevergütungen. Die Umsetzung erfolgte in der Verordnung zur Ausschreibung der finanziellen Förderung für Freiflächenanlagen vom 6. Februar 2015 (Freiflächenausschreibungsverordnung). Ausschreibungen standen in der Kritik, da internationale Erfahrungen und ökonomische Modelle nahelegten, dass die angestrebten Ziele Kosteneffizienz, Ausbauziele und Akteursvielfalt durch Ausschreibungen konterkariert würden. Der Bundesverband Erneuerbare Energie äußerte die Befürchtung, Bürgergenossenschaften und -anlagen könnten vom Markt verdrängt werden, da sie aufgrund geringerer Kapitalstärke weniger Vorleistungen auf sich nehmen und weniger Risiken tragen können. Der erste Gebotstermin war der 15. April 2015 mit einer ausgeschriebenen Menge von 150 Megawatt. Das Ausschreibungsvolumen war mehrfach überzeichnet. Mit dem EEG 2017 werden die Ausschreibungen im Gesetz geregelt. Kleinere PV-Anlagen bis 750 kWp erhalten eine gesetzlich bestimmte Vergütung ohne Ausschreibung. Mit dem EEG 2021 wurden die Vergütungssätze für den Januar 2021 festgelegt, die seitdem viermal im Jahr abhängig vom Zubau neuer Photovoltaik-Leistung angepasst werden. Stand April 2022 lag die Vergütung bei 4,86 Ct/kWh.

##### Förderfreie Solarparks
Zunehmend kommen Solarparks auf, die ohne staatliche Förderung gebaut werden. Diese Projekte nehmen keine zusätzliche Marktprämie aus der EEG-Umlage in Anspruch. 2018 errichtete das Unternehmen Viessmann neben seinem Sitz in Allendorf (Eder) einen Solarpark mit einer Leistung von 2 MW, der über den Eigenverbrauch des Stroms refinanziert wird. 2019 kündigte EnBW Energie Baden-Württemberg (EnBW) eine Reihe großer Solarparks an, die sich nur über den Stromverkauf am Markt amortisieren sollen. Unter anderem soll mit dem Solarpark Weesow-Willmersdorf auf einer Fläche von 164 Hektar bis 2020 der größte Solarpark Deutschlands entstehen. Die finale Investitionsentscheidung für den 180-MW-Solarpark wurde im Oktober 2019 getroffen; EnbW gibt die Kosten mit einem hohen zweistelligen Millionenbetrag an. In Marlow plant Energiekontor auf einer Fläche von 120 ha die Errichtung eines Solarparks mit 80 MW Leistung. Der dort erzeugte Strom wird über einen langfristigen Liefervertrag von EnBW abgenommen.
Auf dem Flughafen Barth errichtet BayWa r.e. renewable energy eine förderfreie PV-Anlage mit 8,8 MW, die Infrastruktur im bestehenden Solarpark nutzt.
Ähnliche Projekte existieren für die Braunkohlereviere im Rheinland und in Ostdeutschland. Beispielsweise plant das Braunkohleunternehmen LEAG auf dem Gelände des Tagebaus Jänschwalde einen Solarpark mit 400 MW Leistung zu errichten, der den Namen Energiepark Bohrau tragen und dessen erzeugte Energie ohne staatliche Förderung direkt vermarktet werden soll. In Betrieb gehen soll der Energiepark Bohrau im Jahr 2024.
Durch Skalen- und Synergieeffekte können große Solarparks die Stromgestehungskosten so weit senken, dass eine EEG-Vergütung nicht mehr erforderlich ist. Dazu haben die zunehmend günstigeren Preise für Solarmodule beigetragen.

#### Mögliche Standorte

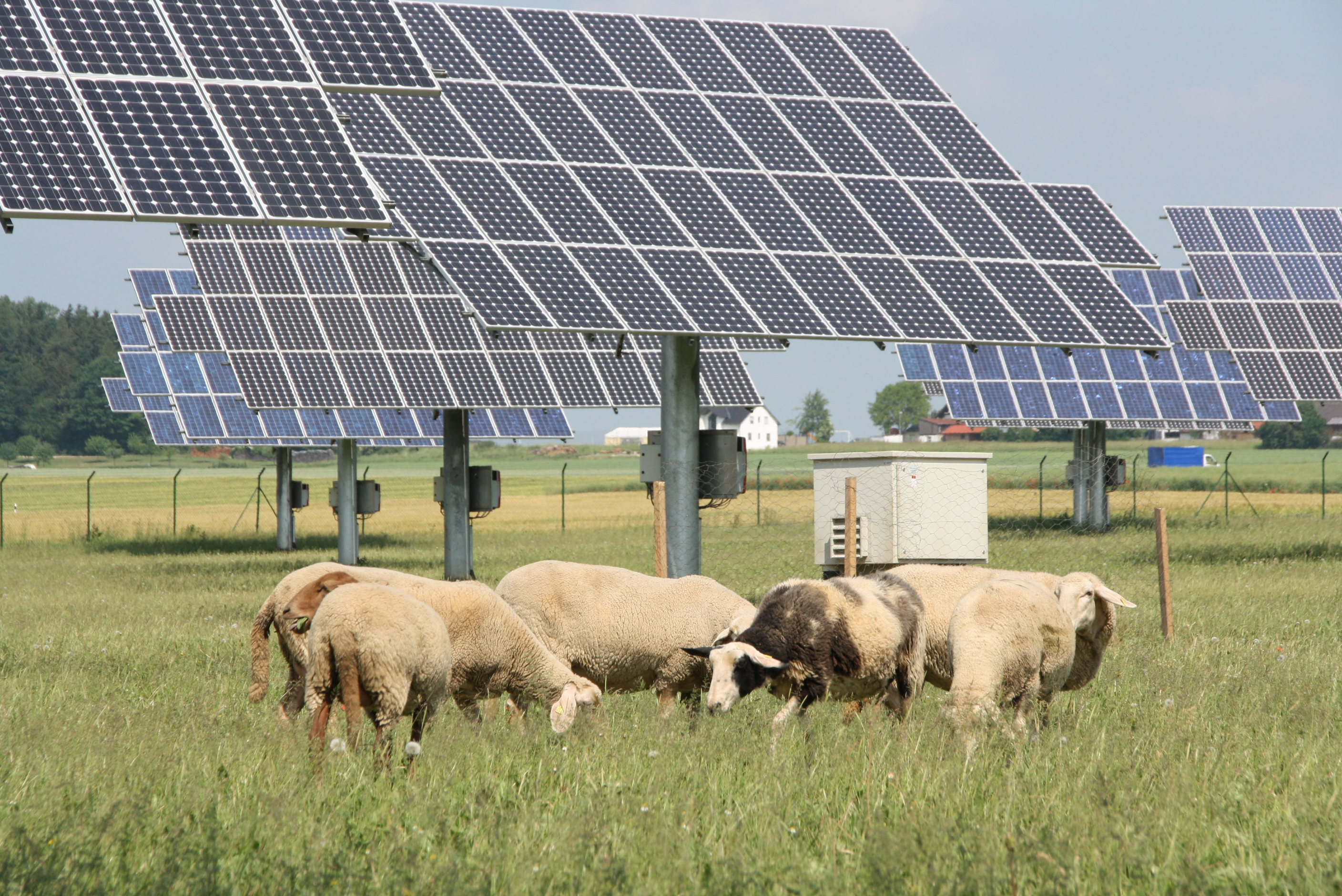
In Freiflächen-Photovoltaikanlagen sind oft Sekundärnutzungen wie z. B. eine extensive Weidewirtschaft möglich, beispielsweise mit Schafen, wie hier zu sehen.

Die Unterkonstruktion von Solarkraftwerken versiegelt meist nur einen Bruchteil der Naturfläche, oft weniger als 0,05 % der eigentlichen Bodenfläche. Zu einer Aufwertung der ökologischen Qualität trägt u. a. der Platz zwischen den einzelnen Reihen bei, der benötigt wird, um einer Abschattung einzelner Modulreihen bei niedrigem Sonnenstand entgegenzuwirken.
Vor Baubeginn durchlaufen Freiflächenanlagen meist einen Genehmigungsprozess in der Gemeinde. Um eine Fläche nutzen zu können, muss diese im Flächennutzungsplan in ein „Sondergebiet Solar“ geändert werden. Notwendig ist außerdem ein Bebauungsplan, der auf der entsprechenden Fläche Baurecht schafft. Die Bauleitplanung obliegt der Gemeinde. Sie prüft Raumbedeutsamkeit und Umweltverträglichkeit des Vorhabens und soll dabei alle Bürger und Träger öffentlicher Belange einbeziehen. Wichtige Entscheidungsgrundlage ist neben Anlagengröße, Flächenverbrauch und Technik der Grünordnungsplan des Bauherrn. Er beschreibt, wie die geplante Freiflächenanlage in die Landschaft integriert und diese dabei ökologisch aufgewertet werden soll. Nach Anhörung aller beteiligten Parteien verabschiedet die Gemeinde den Bebauungsplan. Anschließend erfolgt die Baugenehmigung.
Mit Stand 2022 kann pro Hektar Land inzwischen etwa eine Leistung von einem MWp installiert werden.

#### Freiflächen und Umweltschutz

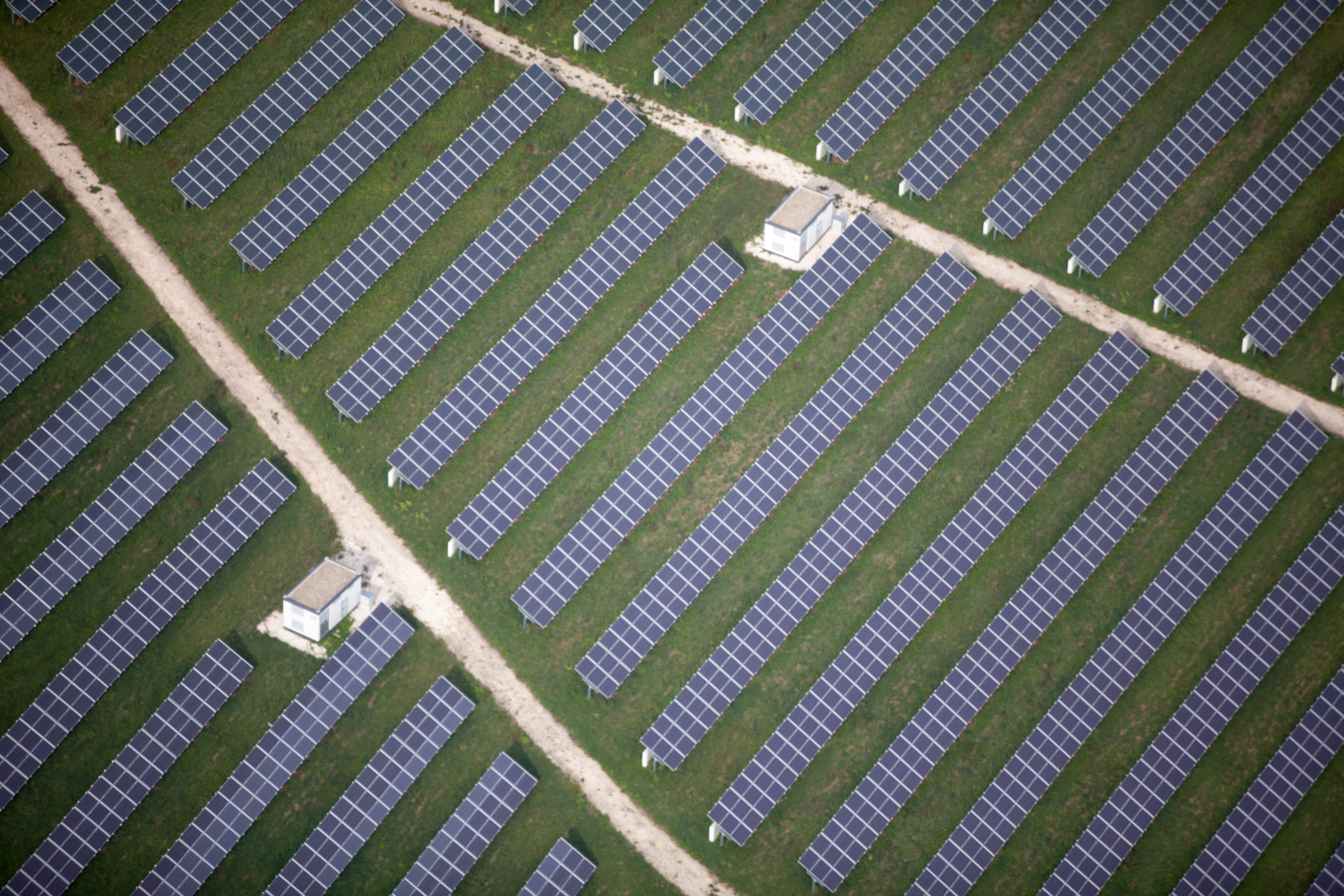
Luftbild einer Freiflächenanlage in Deutschland

Gemeinsam mit der Naturschutzorganisation NABU hat die Unternehmensvereinigung Solarwirtschaft (UVS) 2005 einen Kriterienkatalog für die naturverträgliche Errichtung von Freiflächenanlagen veröffentlicht. Demnach sollen Flächen mit Vorbelastung und geringer ökologischer Bedeutung bevorzugt und exponierte Standorte auf gut sichtbaren Anhöhen gemieden werden. Die Aufständerung soll so gestaltet werden, dass eine extensive Nutzung und Pflege des Bewuchses, z. B. durch Schafbeweidung, weiterhin möglich bleibt. Auf den Einsatz von Pflanzenschutzmitteln und Gülle soll verzichtet werden. Naturschutzverbände sollen frühzeitig in Planungen einbezogen werden; ggf. ist – z. B. in Gebieten, die für Vögel wichtig sind (IBAs) – eine Verträglichkeitsprüfung vorzunehmen. Ein Monitoring dokumentiert die Entwicklung des Naturhaushaltes in jährlichen Begehungen nach der Errichtung. Die hier formulierten ökologischen Kriterien gehen über das gesetzlich geforderte Mindestmaß hinaus. Diese Selbstverpflichtung soll von Projektierern und Betreibern bei der Standortwahl und dem Betrieb von ebenerdig errichteten solaren Großanlagen berücksichtigt werden.
Untersuchungen aus dem Jahr 2013 zeigen, dass durch die Installation eines Solarparks eine deutliche ökologische Aufwertung der Flächen im Vergleich zu Acker- oder Intensiv-Grünlandnutzung möglich ist. Dabei ist neben dem Alter der Anlagen die Nähe zu Lieferbiotopen, die möglichst unter 500 m betragen sollte, der entscheidende Faktor für eine Zuwanderung und die Biodiversität der Anlage. So erwies sich die älteste Anlage mit der größten Biotopvielfalt im Umland in der Untersuchung als beste Anlage hinsichtlich der biologischen Vielfalt. Bereits nach kurzer Zeit führte die Extensivierung der landwirtschaftlichen Bearbeitung zu einer Zuwanderung von Schmetterlingen und einer steigenden Pflanzenvielfalt. Zudem ist die jeweilige Nutzung des Solarparks sehr wichtig für die ökologische Vielfalt: Eine zu starke Beweidung wirkt sich negativ aus. Insbesondere von einigen mobilen Tierarten wie Schmetterlingen wurden die Flächen bereits nach kurzer Zeit neu besiedelt. Bei vier der fünf untersuchten Solarparks stieg die Artenvielfalt von Tieren, verglichen mit der zuvor betriebenen intensiven Ackernutzung, deutlich an.

## Sonderformen

### Agri-Photovoltaik

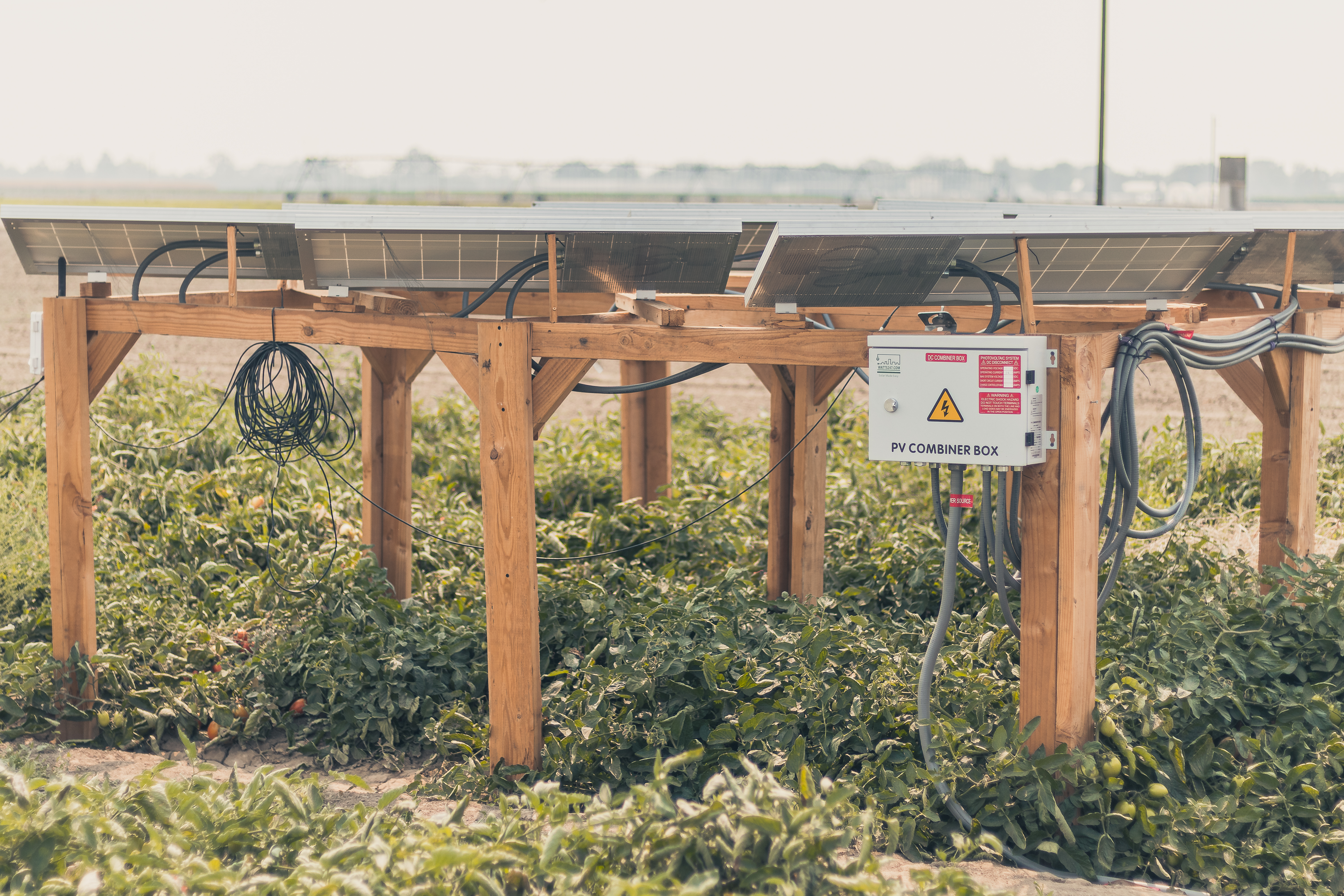
Kleine Versuchsanlage des UC Davis College of Engineering der University of California, Davis

Unter den Begriffen Agri-Photovoltaik oder Agrophotovoltaik (Abkürzungen Agri-PV, Agrar-PV, Agro-PV) stehen mittlerweile im Mittelpunkt von Experimenten und Forschung auch die Vorteile, Solar-Freiflächenanlagen mit landwirtschaftlicher Produktion zu kombinieren: Die Idee stammt aus dem Jahr 1981 von Adolf Goetzberger und Armin Zastrow.
Agri-PV-Anlagen beeinflussen unter anderem durch Verschattung das Pflanzenwachstum der unter oder zwischen ihnen gedeihenden Kulturen. Ob dieses dabei erhöht oder gesenkt wird, hängt in erster Linie von der Art der jeweiligen Kultur ab: Tendenziell zeigt sich, dass die meisten Pflanzen eine reduzierte Sonneneinstrahlung von bis zu 15 Prozent tolerieren. Beeren, Früchte und Gemüse profitieren sogar von einer Einstrahlungsreduktion bis zu 30 Prozent. Mais und Körnerleguminosen dagegen brauchen mehr Sonnenlicht für ihr Wachstum und somit ist durch eine Teil-Verschattung mit Ertragseinbußen zu rechnen. Die klimatischen Prognosen für kommende Jahrzehnten legen nahe, dass sich das Potential für Agri-PV-Anlagen erhöht, weil mehr Nutzpflanzen von einer verringerten Hitzebelastung durch indirekte Sonneneinstrahlung profitieren. Erste Indizien legen zudem nahe, dass das resultierende, mildere Mikroklima unter den Solarmodulen auch zu einem höheren realen Wirkungsgrad der Paneele beitragen kann, als dies bei geringerem Bewuchs oder versiegelter Fläche der Fall wäre.
Laut SolarPowerEurope würde die Nutzung von nur 1 % der landwirtschaftlichen Nutzfläche in Europa mit zusätzlichen Solaranlagen eine Kapazität von 700 Gigawatt ergeben.

#### Internationale Beispiele

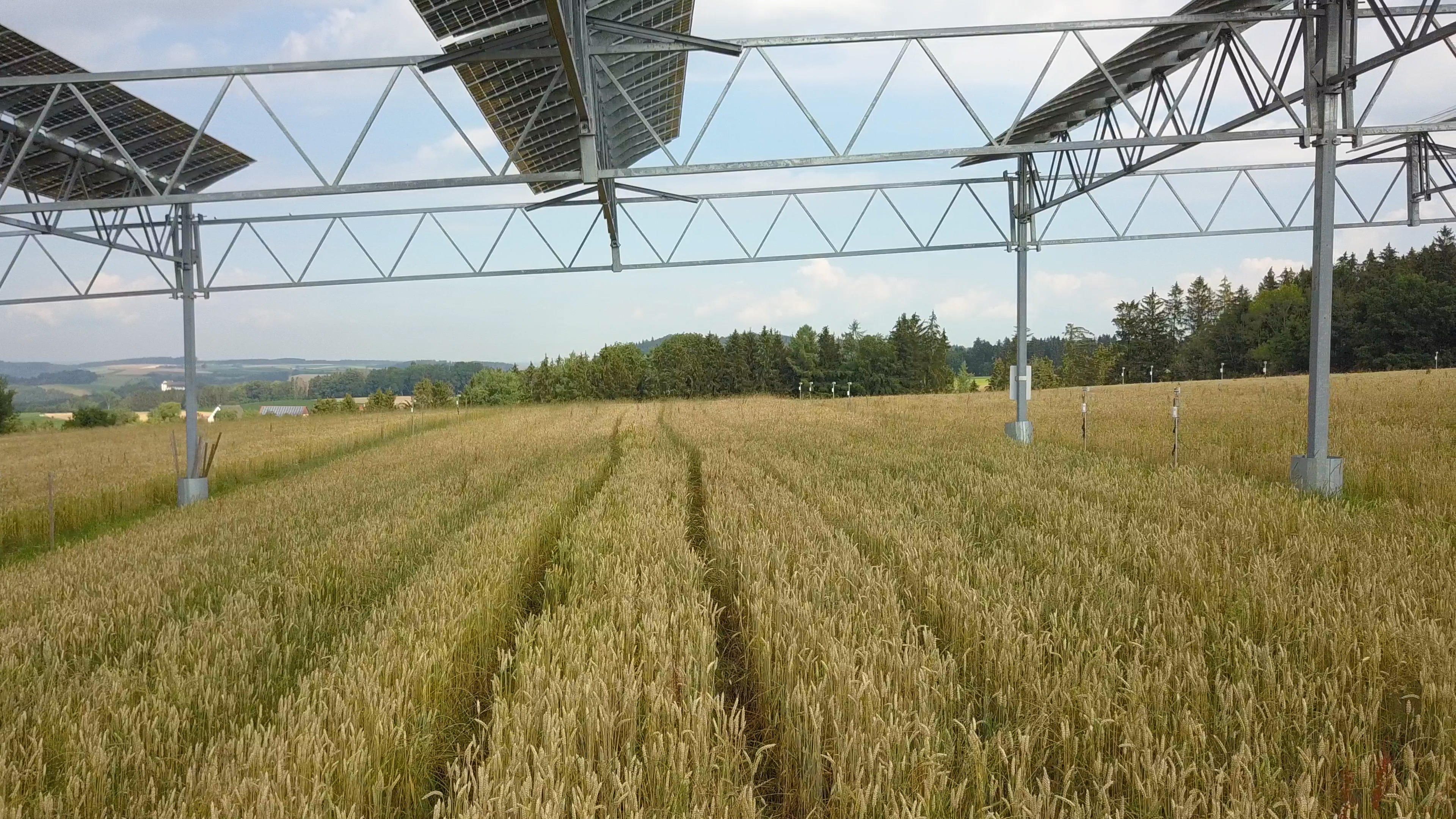
Agrophotovoltaikanlage Heggelbach

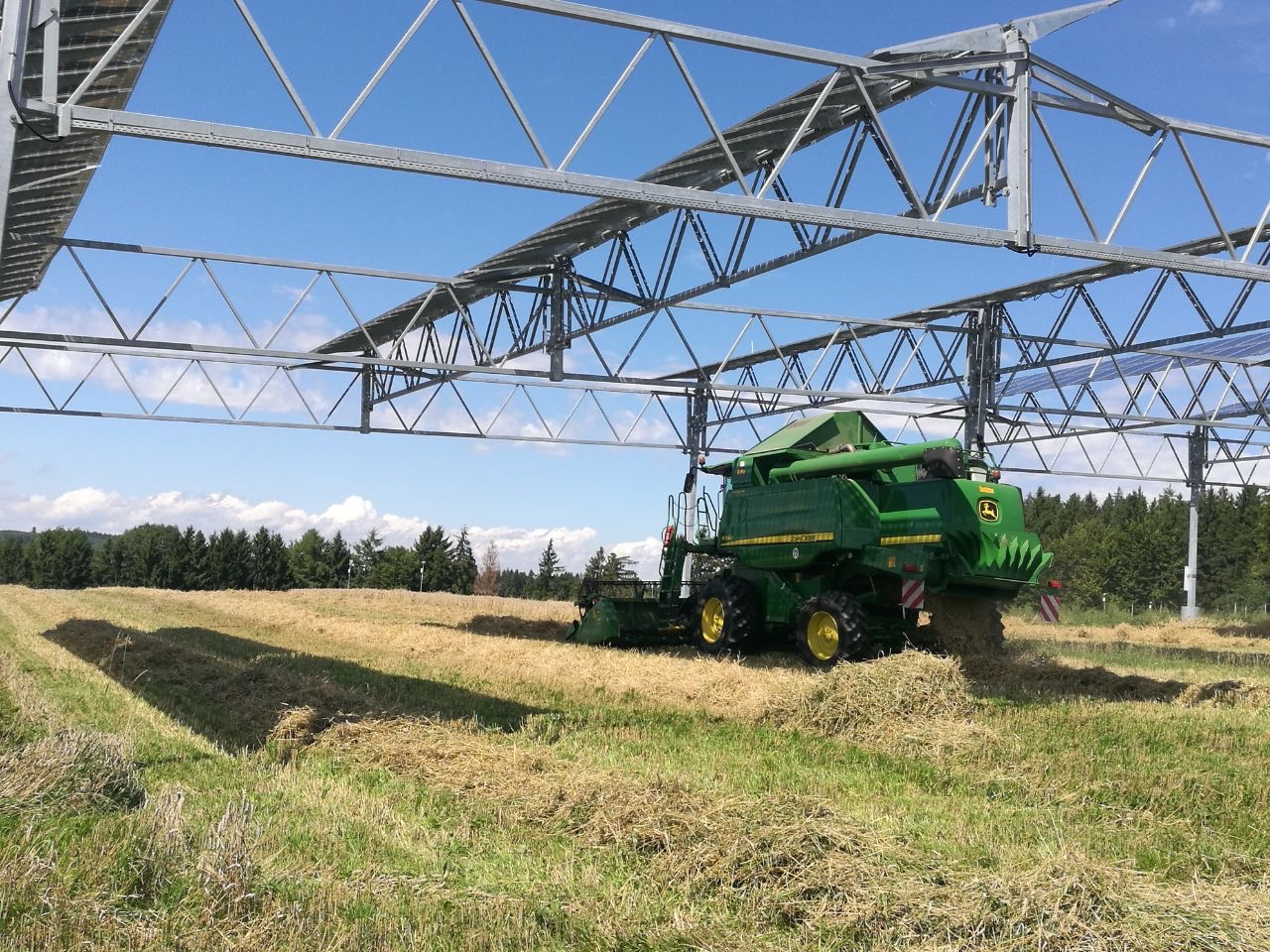
Ressourceneffiziente Landnutzung mit Agri-Photovoltaik bei der „Hofgemeinschaft Heggelbach“ („Ernte“)

Die derzeit (2019) größte Agri-PV-Anlage steht in China, wo es wie in Frankreich und Japan eine staatliche Förderung gibt.
In Südkorea wird mit Solaranlagen auf Reisfeldern experimentiert. Dabei gibt es einige Probleme zu lösen: Bauern wehren sich, da sie Ertragseinbußen befürchten. Dabei hat eine Studie gezeigt, dass dies nicht der Fall ist; im Gegenteil, die Ernteerträge konnten erhöht werden, da die Pflanzen besser vor der intensiven Sonneneinstrahlung geschützt werden können. Auch rechtliche Probleme gibt es: So dürfen solche Anlagen nur für acht Jahre auf Agrarflächen betrieben werden, Solaranlagen können aber 25 Jahre genutzt werden. 18 % der Fläche Südkoreas werden für Reisfelder verwendet. Daraus ergibt sich ein enormes Potential und zusätzliches Einkommen für die Reisbauern; die Landflucht von Bauern in die Städte kann verringert werden, da das Einkommen aus der Reisproduktion in Südkorea eher gering ist.
Auch in Japan gibt es Studien, um die Machbarkeit von Solaranlagen auf Reisfeldern zu prüfen: Dabei zeigte eine von ihnen, dass bei einer Beschattung der Reisfelder zwischen 27 und 39 % noch ein Reisertrag von 80 % zu erzielen ist; bei einem Schattenanteil von 28 % könnten die Reisfelder des Landes 29 % des elektrischen Energiebedarfs des Landes decken. Bei einer Ertragsminderung von 20 % beim Reisanbau würde das Gesamteinkommen für die Bauern um 70 % steigen. Der Verlust an Ernteerträgen wird durch das zusätzliche Einkommen aus der Stromerzeugung mehr als kompensiert. Reisfelder haben in Japan eine Fläche von 1,47 Mio. Hektar.
In Italien wird „Agrovoltaico“ bzw. „Food and Energy“ schon länger praktiziert.

#### Situation in Deutschland
2020 lagen die Stromgestehungskosten für Agri-PV im Ackerbau zwischen 7 und 12 Eurocent pro kWh.
Seit 2021 existiert eine Spezifikation der Vornorm DIN SPEC 91434 „Agri-Photovoltaik-Anlagen – Anforderungen an die landwirtschaftliche Hauptnutzung“.
Die nach der Novellierung des Erneuerbare-Energien-Gesetzes (EEG 2023) mögliche Förderung solcher Anlagen ist nach Ansicht von Forschenden nicht ausreichend: Gerade kleinere, für private Anlagen geeignete, hochgeständerte Agri-PVs mit einer Leistung von unter einem MWp würden nicht berücksichtigt und das Genehmigungsverfahren sei nach wie vor zu aufwändig.
In Deutschland gibt es mit der Agrophotovoltaikanlage Heggelbach seit 2016 einen Versuchsbetrieb. Dieses Projekt wurde vom Freiburger Fraunhofer-Institut für Solare Energiesysteme (ISE) initiiert, von Hilber Solar gebaut (heute AgroSolar Europe) und vom Bundesministerium für Bildung und Forschung gefördert. Darüber hinaus betreut das ISE seit Mitte 2020 auch in Denzlingen ein kleines Pilotprojekt. Anfang 2023 gab es gemäß Vattenfall etwa 20 Agrivoltaik-Projekte in Deutschland, die Leistungen im einstelligen MW-Bereich aufweisen. Zum gleichen Zeitpunkt gab der Konzern die finale Investitionsentscheidung für eine große Agrivoltaik-Anlage in Tützpatz bekannt. Auf einer Fläche von 93 Hektar soll ab Mitte 2023 eine Agrivoltaik-Anlage mit einer Leistung von 76 Megawatt entstehen.

### Schwimmende Photovoltaik-Freiflächenanlagen

Schwimmende Photovoltaik-Freiflächenanlage der Quarzwerke GmbH auf dem Silbersee III in Haltern am See

Auf Wasserflächen wie Binnen- oder Stauseen kann man Photovoltaik-Anlagen auf Schwimmkörpern installieren (floatovoltaics), zum Beispiel auf hohlen HDPE-Blöcken. Ihr Wirkungsgrad ist etwas höher als der vergleichbarer Anlagen an Land, weil sie durch die aufgrund der Wasseroberfläche (Verdunstungskälte) und des in der Regel bei Sonneneinstrahlung gegenüber der Umgebung kälteren Wassers gekühlt werden; 2008 wurde in Kalifornien eine erste solche kommerzielle Anlage mit 175 kWp in Betrieb genommen.
Im März 2016 ging eine auf dem Queen Elizabeth II reservoir bei Walton-on-Thames installierte schwimmende Anlage mit 6,3 MWp in Betrieb.
Im Herbst 2019 ließ das Unternehmen BayWa r.e. über etwa 10 Hektar Fläche auf einem Baggersee bei Zwolle (Niederlande) eine 14,5-MWp-Anlage installieren.
Im Frühjahr 2022 hat das chinesische Energieversorgungsunternehmen Huaneng Power International in der Provinz Shandong eine 320 MWp starke schwimmende PV-Anlage in Betrieb genommen. Sie ist derzeit die größte Anlage dieser Art; 2017 ging eine 40 MWp-Anlage (die damals weltgrößte Anlage) in Huainan in Betrieb. Sie erstreckt sich auf 93 Hektar und hat 132.400 Solarmodule.